# IBM PC Convertible
O IBM PC Convertible, lançado em 3 de abril de 1986, foi um dos primeiros laptops da IBM e também o primeiro computador pessoal da empresa a usar os acionadores de disquete de 3" 1/2, que se haviam tornado padrão no mercado. Como os laptops de hoje em dia, ele podia funcionar com bateria e possuía um software para o gerenciamento da mesma. Foi o sucessor do IBM Portable e internamente era conhecido como modelo 5140.

## História
A máquina teve vendas fracas por uma série de razões. O Convertible era pesado, não muito mais rápido do que o Portable, seu antecessor (apesar da nova UCP CMOS e do uso de RAM estática), não era equipado de fábrica com as portas tradicionais do PC (tal como RS232C e porta paralela), e possuía um monitor LCD de formato estranho e de difícil leitura (a primeira versão não possuía backlight). Também teve de competir com portáteis mais rápidos baseados no Intel 80286 que ofereciam HDs opcionais, de empresas como Compaq, e laptops da Toshiba e Zenith que eram mais leves e ofereciam especificações similares, às vezes pela metade do preço. A tela e o teclado foram objeto de pesadas críticas.
Em 1991, a máquina foi substituída pelo IBM PS/2 L40 SX, e no Japão pelo IBM Personal System/55note, que foi o predecessor do ThinkPad.

## Ficha técnica
| UCP           | Intel 80c88 em 4,77 MHz |
| RAM           | 256 KiB—512 KiB (máxima)                                                                                                   |
| ROM           | 64 KiB |
| Teclado       | mecânico, 78 teclas, teclado numérico reduzido                                                                             |
| Display       | monitor LCD embutido, monocromático; CGA com caracteres redefiníveis, texto (80x25) e gráfico (320x200 ou 640x200 pixels). |
| Som           | alto-falante interno |
| Portas        | um conector de expansão proprietário                                                                                       |
| Armazenamento | dois drives de 3" 1/2, 720 KiB cada                                                                                        |

### Características
O Convertible possuía uma UCP Intel 80c88 (versão CMOS do Intel 8088) em 4,77 MHz, 256 KiB de RAM (expansível para 512 KiB), dois drives de 3" 1/2, 720 KiB cada e um monitor LCD CGA-compatível, ao preço de US$ 2.000. Pesava cerca de 7 kg e tinha uma alça para transporte.
O PC Convertible podia ser expandido através de um slot proprietário baseado no padrão ISA, situado na traseira da máquina. Módulos de expansão, incluindo uma pequena impressora e uma saída de vídeo podiam ser conectados ali. O micro também podia receber um modem interno, mas não havia espaço para um HD interno.
A tela não era alta o suficiente, de modo que texto e gráficos eram comprimidos verticalmente, sendo exibidos com cerca de metade da sua altura normal. A resolução era de 80x25 (texto), 640x200 e 320x200 (gráficos).
Pressionar o botão de força do computador não fazia com que este desligasse, mas sim, entrasse num modo de "hibernação". Isso evitava o longo processo de inicialização.